# Гадяцький коледж культури і мистецтв імені І. П. Котляревського
Гадяцький фаховий коледж культури і мистецтв імені І. П. Котляревського — комунальний вищий навчальний заклад І рівня акредитації, коледж культури і мистецтв, розташований в місті Гадячі Полтавської області. Це єдиний в області навчальний заклад, що готує спеціалістів для сфери культури та мистецтва; один з осередків національної культури Полтавщини.

## Загальні дані, спеціалізація та умови навчання
Гадяцький фаховий коледж культури і мистецтв імені І. П. Котляревського (головний корпус) розташований в історичній будівлі за адресою:
пл. Соборна, буд. 9А, м. Гадяч (Полтавська область, Україна).
Педагогічний колектив коледжу — понад 100 викладачів та концертмейстерів, в тому числі ті, що мають звання «Заслужений працівник культури України», «Відмінник освіти України», «Заслужений майстер народної творчості України», «викладач-методист» забезпечує високий рівень підготовки майбутніх фахівців. Директор вишу — Анатолій Миколайович Насменчук.
Спеціальності, за якими здійснюється навчання у Гадяцькому фаховому коледжі культури і мистецтв ім. І. П. Котляревського:
- «народна художня творчість»;
- спеціалізація «Видовищно-театралізовані заходи», її кваліфікації:
  - організатор культурно-дозвіллєвої діяльності;
  - організатор театралізованих народних свят та обрядів;
  - керівник аматорського театрального колективу;
  - як додаткові: ведучий теле-, радіопрограм, екскурсовод.
- спеціалізація «Народне пісенне мистецтво», її кваліфікації:
  - організатор культурно-дозвіллєвої діяльності;
  - керівник аматорського вокально- хорового колективу;
  - як додаткові: вчитель музики, народознавства; ведучий теле-, радіопрограм; екскурсовод.
- спеціалізація «Народне інструментальне та народне інструментальне (духове) мистецтво», її кваліфікації:
  - організатор культурно-дозвіллєвої діяльності;
  - керівник аматорського інструментального колективу (народні, духові інструменти).
  - як додаткові: викладач музичного інструмента; вчитель музики, народознавства; ведучий теле-, радіопрограм; екскурсовод.
- спеціальність «Хореографія», її кваліфікації:
  - керівник аматорського хореографічного колективу;
  - артист балету;
  - викладач початкових спеціалізованих мистецьких навчальних закладів.
- спеціальність «Декоративно-прикладне мистецтво», її кваліфікації:
  - керівник аматорського дитячого колективу (гуртка, студії) декоративно-прикладного мистецтва;
  - викладач початкових спеціалізованих мистецьких навчальних закладів;
  - художник-виконавець.
- спеціальність «Бібліотечна справа», її кваліфікація:
  - фахівець з бібліотечної справи, як додаткова — секретар-референт.

У розпорядженні студентів коледжу — затишні навчальні аудиторії, сучасно облаштований гуртожиток, матеріально-технічна база, що відповідає сучасним вимогам: комп'ютерний клас, інтернет, бібліотека, і головне — безоплатне навчання, в тому числі з можливістю отримувати стипендію.

## Історія

### Харківський період
Історія Гадяцького училища культури бере свій початок з 1935 року, коли у Харкові була відкрита школа політосвіти. Цей навчальний заклад проіснував 6 років (1935—1941), тобто до початку німецько-радянської війни, і за цей час, ставши справжнім методичним центром, підготував понад 600 культосвітніх працівників, які поїхали на роботу в клуби і бібліотеки, щоб на місцях творити нову соціалістичну культуру. 
Коли радянські війська звільнили Харків від німецьких окупантів (1943), довоєнну школу політосвіти було реорганізовано в культурно-освітній технікум, який розпочав свою роботу лише 2 жовтня 1944 року, оскільки за роки війни місто зазнало величезних руйнувань і цей навчальний заклад просто ніде було розмістити. Від 1947 року технікум розмістився в приміщенні Харківського бібліотечного інституту, працюючи в досить складних умовах: у другу зміну — до 22-ї години, водночас зміцнювалася матеріальна база навчального закладу, збільшувався контингент учнів, до викладацької роботи залучалися висококваліфіковані спеціалісти. 
За 10 років роботи в Харкові технікум підготував 1 300 організаторів-методистів клубної роботи, бібліотекарів масових бібліотек. Водночас визначилися проблеми навчального процесу: оскільки вивчення музичних інструментів проводилося факультативно, більшість випускників не встигала оволодіти музичним інструментом, а тому на місцях роботи відчувала значні складності, працюючи з гуртками художньої самодіяльності. Враховуючи непрості умови діяльності культурно-освітнього технікуму, проблеми навчального процесу, віддаленість від умов роботи сільських клубів і бібліотек, уряд УРСР (постанова Ради Міністрів УРСР від 16 вересня 1955 року за № 1179) ухвалив рішення перевести цей технікум до Гадяча, перейменувавши його в Гадяцький технікум підготовки культосвітніх працівників за 2 напрямками: клубна та бібліотечна справа.

### Становлення технікуму в Гадячі (1950—1980-ті рр.)
Відтак, у жовтні 1955 року на залізничну станцію «Гадяч» прибув спецешелон із 2 залізничних вагонів, а в них — 360 учнів, 2 викладачі. Переведення технікуму з Харкова до Гадяча держава забезпечила значною фінансовою підтримкою. Технікум розмістився в приміщенні педагогічного училища, що на той час було переведене до Кременчука, а його директором був призначений випускник істфаку Київського університету ім. Т. Г. Шевченка Кость Іванович Черевик. 
До 1960 року випускники клубного відділу одержували кваліфікацію організатора-методиста клубної роботи, а у 1960/61 навчальному році в технікумах підготовки культурно-освітніх працівників були введені нові навчальні плани, які передбачали глибоке вивчення учнями спеціальних мистецьких дисциплін, опанування грою на музичних інструментах. У зв'язку з цим, за постановою Міністерства культури УРСР, з весни 1961 року Гадяцький технікум підготовки культурно-освітніх працівників було перейменовано в Гадяцьке культурно-освітнє училище, а випускники клубного відділу почали опановувати не лише кваліфікацію організатора клубної роботи, як це було раніше, а й кваліфікацію керівника хору, оркестру чи ансамблю, танцювального колективу, режисера театрального колективу. Значно змінився кількісний і якісний склад викладачів — в училищі працювали спеціалісти з вищою педагогічною, музичною освітою чи з дипломами інституту культури. 
У вересні 1969 року, коли в Україні широко відзначили 200-річний ювілей фундатора української літератури Івана Петровича Котляревського, задовольняючи клопотання колективу училища, уряд УРСР на відзначення ювілею та з метою увічнення пам'яті великого земляка присвоїв ім'я І. П. Котляревського Гадяцькому культурно-освітньому училищу. Відтоді зародилася традиція посвячувати першокурсників училища в «котляревці».
У листопаді 1970 року, у зв'язку з виходом на пенсію К. І. Черевика, директором училища був призначений Микола Борисович Стригун, який до цього працював завідувачем відділу культури Семенівського району Полтавської області і мав великий досвід культосвітньої роботи. За роки його керівництва (1970—84) в училищі значно поліпшилася матеріально-технічна база, зокрема, особлива увага зверталася на забезпечення необхідними музичними інструментами. 
Оскільки в області гостро не вистачало фахівців-хореографів, на клубному відділі вперше на Полтавщині була відкрита хореографічна спеціалізація (1972). 
Створені у 1974/75 навчальному році 2 концертні бригади училища дали 26 виїзних концертів для хліборобів 4-х районів Полтавської області.  
У справі розбудови матеріальної бази навчального закладу було здійснено чимало: у 1974 році було добудовано двоповерховий навчальний корпус училища: 17 класів для індивідуальних занять, актовий зал на 250 місць, фоє; у цьому ж році в користування училищу були передані всі приміщення першого поверху головного корпусу; в 1978 році приміщення училища обладнано водяним опаленням, у 1982 році — побудована їдальня на 60 місць; запрацювало книгосховище бібліотеки в окремому приміщенні, з читальною залою та 5 навчальними аудиторіями (1984).
Пам'ятною подією в історії училища став фестиваль художньої самодіяльності всіх учнівських груп, проведений в рамках І туру Всесоюзного фестивалю-огляду самодіяльної художньої творчості (1983), у якому взяло участь 380 учнів, а заключний концерт переможців фестивалю-огляду з великим успіхом пройшов у районному Будинку культури. 
У липні 1984 року, після виходу М. Б. Стригуна на пенсію, навчальний заклад очолив Микола Михайлович Плутенко, випускник, викладач цього ж училища. 
У 1989 році було збудоване типове приміщення гуртожитку на 410 місць з 37 малосімейними квартирами для викладачів, чим повністю була розв'язана проблема забезпечення житлом студентів і викладачів. Тоді ж в училищі було відкрито нову спеціальність «Декоративно-ужиткове мистецтво». За вагомий внесок у розвиток культури міста, району, області Плутенко М. М. був удостоєний високого звання «Заслужений працівник культури України». 
У 1991 році в культурно-освітніх училищах України були запроваджені нові навчальні плани, а самі заклади отримали статус училищ культури з двома спеціальностями: «Народна художня творчість» та «Бібліотечна справа».

### Училище (згодом коледж) за незалежності України
У 1993 році в Гадяцькому училищі культури працювало 139 викладачів і навчалося 494 студенти денної та заочної форми навчання. У цьому ж році вперше на Полтавщині в училищі відкрита мистецька спеціальність «Образотворче та декоративно-прикладне мистецтво», а згодом — мистецька спеціальність «Хореографія».
У наступному (1994) році, який на честь 225-річниці від дня народження І. П. Котляревського, був оголошений роком Котляревського, в училищі відбулася низка масових заходів, які увінчало велике театралізоване світо «Будеш, батьку, панувати» (викл. Назаренко Н. О.). Крім цього, у 1994 році училище успішно пройшло державну атестацію і отримало статус вищого навчального закладу І рівня акредитації. Розпочато будівництво навчального корпусу для занять студентів хореографічної спеціалізації, в якому передбачені 4 танцзали, душові і роздягальні кімнати, аудиторії для теоретичних занять.
У 1995 році громадськість України широко відзначала ювілей М. П. Драгоманова — до Гадяча, на батьківщину славетного земляка, приїхали письменники, громадські діячі з усієї України. Вони високо оцінили літературно-мистецьке свято «Син Гадяцької землі», підготовлене викладачами й студентами Гадяцького училища культури та працівниками Гадяцького РБК (режисерсько-сценарна група: Пазенко Г. П, Марульова Л. Ф., Петренко О. Й.). В училищі працювала музична вітальня. Її гостями стали лауреати республіканського конкурсу виконавців на народних інструментах викладачі училища Касьяненко І. В. та Чернов С. В., учасники чоловічого хору ім. Л. Ревуцького, викладач Шевченко Б. І.
З ініціативи заступника директора з навчальної роботи Насменчука А. М. у 1995 році при училищі була відкрита як база практики для студентів дитяча студія естетичного виховання, що з часом стала справжнім центром духовного розвитку дітей. 
У жовтні 1995 року за домовленістю з обласним управлінням народної освіти в училищі відкриваються додаткові кваліфікації: «Вчитель музики і співів», «Вчитель народознавства», «Викладач дисциплін народної художньої творчості», «Секретар-референт». 
У травні 1996 року з ініціативи училища культури в Гадячі відбувся Всеукраїнський конкурс народних хорів училищ культури, на якому народний хор Гадяцького училища (керівник О. Свирид, концертмейстери П. Левковський, В. Лук'янов) виборов І-е місце. 
У 1997 році училище розпочало роботу за новими навчальними планами, які змінили не тільки назви спеціальностей, а і їхній зміст. Якщо до цього училище готувало фахівців лише з двох спеціальностей — «Народна художня творчість» (спеціалізації: хоровий спів, народні інструменти, духові інструменти, хореографія, декоративно-прикладне мистецтво, видовищно-театралізовані заходи) і «Бібліотечна справа», то тепер їх стало 4: «Народна художня творчість» (спеціалізації: народне пісенне мистецтво, народне інструментальне мистецтво (народні і духові інструменти), режисура видовищно-театралізованих заходів); «Бібліотекознавство і бібліографія»; «Хореографія» (спеціалізація «Народна хореографія»); «Образотворче мистецтво» (спеціалізація «Декоративно-ужиткове мистецтво»).
У 1997/1998 навчальному році колектив училища, як і вся країна, помітно відчув на собі вплив економічної кризи: значно скоротилися витрати на забезпечення навчального процесу (набір за рахунок бюджету зменшився на 40 %, зменшився обсяг педагогічних і концертмейстерських годин, збільшилася наповнюваність академічних груп, відчутно зменшилася кількість академічних годин на факультативи, консультації, предмети за вибором). Попри всі труднощі — соціальні, економічні, організаційні та методичні, колектив викладачів робив усе можливе, щоб Гадяцьке училище культури стало справжнім центром духовності, осередком української національної культури і мистецтва — збирався, записувався, розшифровувався і вивчався фольклор, народні пісні, народні танці, інструментальна музика, звичаї і обряди Гадяччини, Полтавщини; свої творчі здобутки студенти демонстрували під час творчих звітів спеціалізацій, щорічних звітних концертів училища, в масових заходах різних форм. Викладачі декоративно-ужиткової творчості під керівництвом Г. О. Кисіля започаткували традицію щорічних великодніх виставок художніх доробок студентів і викладачів, виконаних в різних техніках. 
У вересні 2000 року директором училища був призначений Анатолій Миколайович Насменчук, який працював до цього заступником директора з навчальної роботи.  
У цей час художні колективи училища: ансамбль народного танцю «Джерело» (керівники М. Гузій, Г. Островний), народний хор училища (керівник О. Свирид), академічний хор (керівник Н. Бойчук, концертмейстер Н. Насменчук) отримали звання «Народний аматорський колектив»; звання «Зразковий аматорський колектив» отримали колективи дитячої студії естетичного виховання: ансамбль танцю «Модерн» (керівник Н. Берус) та вокальний гурт «Вікторія» (керівник І. Шкурпела, концертмейстер С. Кубар); студентські колективи стали постійними учасники місцевих, регіональних і всеукраїнських оглядів і конкурсів.
У вересні 2010 у Гадячі широко — у формі низки урочистостей відзначався 75-літній ювілей училища культури ім. І. П. Котляревського. 
Рішенням 3-го пленарного засідання 11-ї позачергової сесії Полтавської обласної ради VII скликання від 9 грудня 2016 р. № 300 «Про зміну назви комунального вищого навчального закладу «Гадяцьке училище культури ім. І. П. Котляревського» назва закладу змінена на Комунальний вищий навчальний заклад «Гадяцький коледж культури і мистецтв ім. І. П. Котляревського». У 2020 році після освітньої реформи, коледж отримав нову назву "Гадяцький фаховий коледж культури і мистецтв ім. І.П. Котляревського"
У теперішній час (2-а пол. 2010-х) у Гадяцькому коледжі культури і мистецтв вдало поєднуються усталені десятиліттями традиції з нововведеннями, продиктованими сучасними освітніми реаліями, зокрема Болонською угодою. 

## Випускники
У різні роки зі стін Гадяцького училища культури імені І. П. Котляревського вийшли випускники, які стали гордістю Полтавщини і всієї України: Народний артист України Віталій Скакун; заслужені діячі мистецтв: Олексій Юзефович і Володимир Губаренко; заслужені артисти України Валерій Соколик, Тетяна Садохіна; заслужені працівники культури України: Микола Бєсєда, Анатолій Жданов, Яків Орлов, Олександр Житинський, Іван Гаврись, Іван Носенко, Михайло Троцак, Анатолій Демент, Володимир Тулаєв, Василь Пилипенко, Ростислав Галаган; письменники Микола Возіянов, Іван Калениченко та Наталя Баклай.